# 多田夏雄
多田 夏雄（ただ なつお、1962年 - ）は、日本の画家、シュルレアリスム研究家。

## 来歴
埼玉県熊谷市に生まれる。1987年東京藝術大学油画科卒業。同大学院を1989年修了。1990年 - 1993年同大学非常勤講師。1993年 - 1999年宇都宮文星短期大学助手。1999年 - 2003年同短期大学専任講師。2003年 - 2006年文星芸術大学専任講師。2007年 - 2015年同大学助教授（准教授）。2015年に同大学教授に就任・現職。新美術協会理事。

## 画業
「生命の根源」をテーマに20代から制作発表をはじめる。解剖学者三木成夫に薫陶を受け、生命記憶と装飾芸術との融合を絵画においてはかる。代表作に「詩偉羅漢蘇雄泳波打の曲」（1992年）、「デボン紀上陸の記憶」（1995年）、「流水、日光富岳“男体”」（2005年）、「創世記、生命の航跡」（2010年 - ）がある。屏風に岩絵具、その他、水性油性の材料を自在に使う。古今東西の絵画技法を操る。美術批評家の石川翠は「生命は文字や数字、装飾や絵と同じイメージの仲間であり、反対に様々なイメージもまた生命の一様だとする“生命とイメージの共生思想”。僕が思うに多田は三木の思想に宮沢賢治のヴィジョンを接ぎ木し、まさに画家ならではのポジションから科学と詩を結びつける壮大な生命の万華鏡を描く事に成功した」、「『詩偉羅漢蘇雄泳、波打の曲』（1992年）、『デボン紀上陸の記憶』（1995年）において、私たちの立ち会うもの、それは自然科学に類する禁欲的で精緻なクラシズムと脈動し多重に交響する緻密な波動のアラベスクと相互作用により出現した今日、ほとんど類を見ない、崇高にしてイクストラヴァカントな〈絵画場〉である」と述べている。

## シュルレアリスム研究
シュルレアリスム研究における精神分析においても分析と構造解析を行う。宇都宮美術館所蔵のルネ・マグリットの代表作「大家族」についての持論を研究紀要として発表した。